# Gamète mâle
Cet article court présente un sujet plus développé dans : Gamète, Spermatozoïde et Pollen.
Chez les espèces à reproduction sexuée, on appelle gamète mâle le plus petit des deux types de gamètes.
- Le gamète mâle des animaux est le spermatozoïde.
- Le gamète mâle des plantes à graines dérive du grain de pollen.